# Martín Urra
Martín Urra, né en 1931 et mort le 11 septembre 2001, est un ancien joueur philippin de basket-ball. Il participe aux Jeux Olympiques d'été de 1956.